# Plesiomma funestum
Plesiomma funestum är en tvåvingeart som beskrevs av Friedrich Hermann Loew 1861. Plesiomma funestum ingår i släktet Plesiomma och familjen rovflugor.
Artens utbredningsområde är Kuba. Inga underarter finns listade i Catalogue of Life.